# Goreaugyra memoralis
Espèce
Goreaugyra memoralis est une espèce de coraux appartenant à la famille des Meandrinidae. Selon Catalogue of Life, cette espèce n'est pas valide et correspond à Meandrina meandrites Linnaeus, 1758.